# Gangubai Hangal

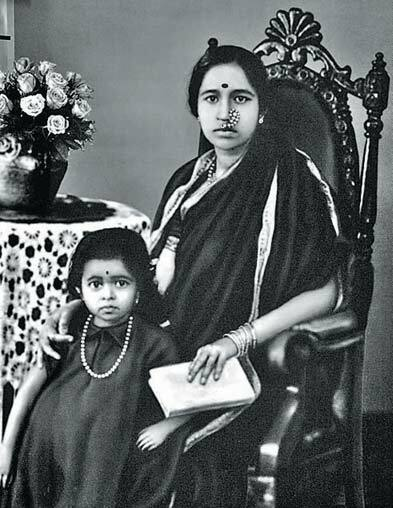
Gangubai Hangal mit ihrer Tochter Krishna

Gangubai Hangal (* 13. März 1913 in Dharwad; † 21. Juli 2009 in Hubli) war eine indische Sängerin des Khyal-Genres der klassischen Hindustani-Musik aus Karnataka, die für ihre tiefe und kraftvolle Stimme bekannt war.

## Frühe Jahre
Gangubai Hangal wurde in Dharwad als Tochter von Chikkurao Nadiger, einem Landwirt, und Ambabai, einer Sängerin der Karbatischen Musik, geboren. Hangal erhielt lediglich eine Grundschulbildung und ihre Familie zog 1928 nach Hubli, damit Gangubai hinduistische Musik studieren konnte. Sie begann im Alter von 13 Jahren formell mit Krishnacharya Hulgur, einem Kinnari-Vina-Spieler, der hinduistische klassische Musik studierte, zu trainieren. Von Hulgur lernte Gangubai sechzig Kompositionen in einem Jahr, bevor er nach einem Streit über seinen Lohn aufhörte, sie zu unterrichten. Sie lernte auch von Dattopant Desai, bevor sie bei Sawai Gandharva, einem angesehenen Guru, studierte. Hangal konnte nur sporadisch bei Gandharva studieren, nachdem er in sein altes Zuhause zurückgekehrt war, aber sie erhielt eine intensive Ausbildung von drei Jahren, nachdem er dauerhaft nach Hubli umgezogen war.

## Privatleben
Hangal heiratete im Alter von 16 Jahren Gururao Kaulgi, einen Brahmanen-Anwalt. Sie hatten zwei Söhne, Narayan Rao und Babu Rao, und eine Tochter, Krishna, die 2004 im Alter von 75 Jahren an Krebs starb.

## Musikalische Karriere
Die Familie von Hangals Mutter galt als von niedrigem sozialen Status und für Frauen ihrer Generation galt das Singen nicht als angemessene Beschäftigung; Hangal kämpfte gegen dieses Vorurteil und machte Karriere, wobei ihre Mutter sie unterstützte und dabei ihre eigene musikalische Karriere aufgab.
Ihr Bühnen-Debüt gab sie in Bombay im Bombay Music Circle, sie trat bis 1945 in ganz Indien und für All-India-Radio-Sender auf. Hangal hatte zunächst aus dem Klassik-Gerne gesungen, darunter Bhajan und Thumri, konzentrierte sich aber vorwiegend auf Khyal. Später weigerte sie sich jedoch, Klassik zu singen, und sagte, sie singe von nun an nur noch Ragas. Hangal war Ehrenprofessorin für Musik an der Karnataka University. Sie gab ihr letztes Konzert im März 2006, um ihr 75. Karrierejahr zu feiern. Krishna Hangal, ihre Tochter die vor ihrer berühmteren Mutter starb, war selbst eine Musikerin, die Konzerte gab. Sie bot oft ihre stimmliche Unterstützung in späteren Konzerten ihrer Mutter an.

## Tod
Gangubai Hangal hatte 2003 Knochenmarkkrebs überwunden und starb am 21. Juli 2009 im Alter von 96 Jahren in Hubli, wo sie lebte, an einem Herzstillstand. Sie ließ ihre Augen spenden, um das Bewusstsein für Organspenden zu schärfen. Die Regierung des Bundesstaates Karnataka erklärte zwei Trauer-Tage für Hangal. Eine Staatsbegräbnis wurde für den 22. Juli in Hubli vom Bezirkskommissar des Bezirks Dharwad angekündigt.

## Auszeichnungen und Ehrungen

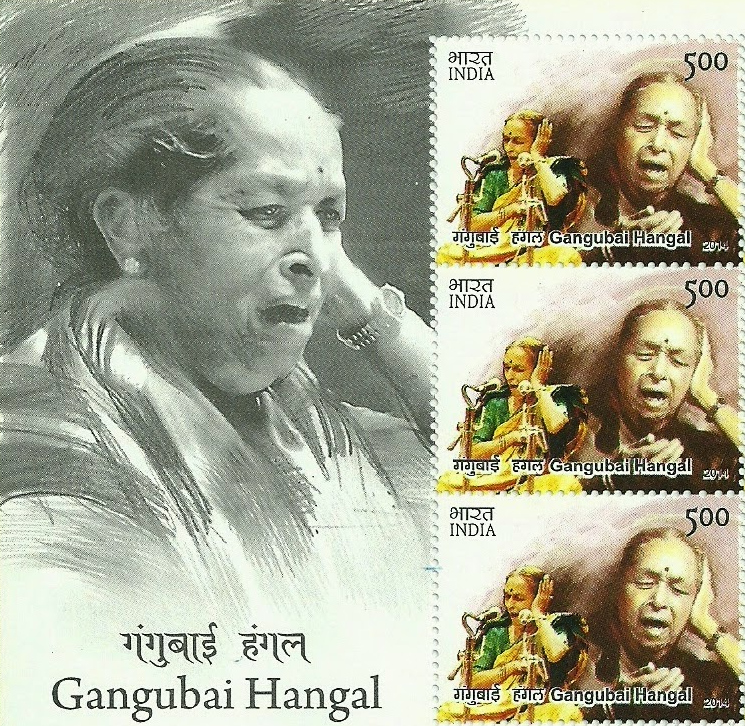
Hangal auf einem Briefmarkenblatt aus Indien, 2014

Gangubai Hangal erhielt eine Reihe von Auszeichnungen, darunter:
- Karnataka Sangeet Nritya Academy Award, 1962[1]
- Padma Bhushan, 1971[14]
- Sangeet Natak Akademi Award, 1973[15]
- Sangeet Natak Akademi Fellowship, 1996[16]
- Padma Vibhushan, 2002[14]

Im Jahr 2008 beschloss die Landesregierung von Karnataka, die Karnataka State Music University nach Gangubhai Hangal zu benennen.
Im September 2014 wurde von der Indischen Post eine Briefmarke mit Hangal zum Gedenken an ihre Beiträge zur hinduistischen Musik herausgegeben.